# Xavier Riddle and the Secret Museum
Xavier Riddle and the Secret Museum ist eine kanadisch-US-amerikanische Fernsehserie. Die Erstausstrahlung erfolgte am 11. November 2019 auf PBS Kids (USA) sowie Children’s Independent Television.

## Handlung
Die Serie zeigt Xavier Riddle mit seiner Schwester Yadina Riddle und seinem Freund Brad. Sie gehen ins Secret Museum, um Zeitreisen in die Vergangenheit zu unternehmen und historischen Helden zu helfen.

## Produktion
Die Serie entstand bei „Brown Bag Films“ und der „9 Story Media Group“.

## Synchronisation
| Rolle         | Originalsprecher |
| ------------- | ---------------- |
| Xavier Riddle | Aidan Vissers    |
| Yadina Riddle | Zoe Hatz         |
| Brad Scott    | Wyatt White      |